# Tobias Hürter
 (mars 2025).
Tobias Hürter, né en 1972, est un journaliste allemand.

## Biographie
Il étudie la philosophie et les mathématiques à l'Université Louis-et-Maximilien de Munich et à l'Université de Californie à Berkeley. Il est rédacteur à la MIT Technology Review puis à l'hebdomadaire Die Zeit, puis il participe à la création de Hohe Luft (Magazin) (de) dont il est rédacteur en chef délégué. Il devient ensuite pigiste pour différents magazines dont Hohe Luft et Die Zeit.

## Œuvres
- Tobias Hürter et Max Rauner (de), Les Univers parallèles : du géocentrisme au multivers, Piper Verlag, 2012, 222 p. (présentation en ligne)Un livre très sérieux sur les théoriciens du big bang et la mécanique quantique[3].
- Tobias Hürter, Der Tod ist ein Philosoph. Wie mich ein Sturz vom Berg auf den Sinn des Lebens brachte, Piper Verlag, 2013, 160 p. (présentation en ligne)Lors d'une excursion sur la Zugspitze le jour de la Toussaint 2011, Tobias Hürter fait une chute de 17 m et échappe miraculeusement à une chute de 500 m dans le vide. Il explique dans le livre comment cela a changé ses vues[4].
- Tobias Hürter, Les Maîtres de l'atome, Les Arènes, 448 p. (présentation en ligne)Selon Yann Verdo, « Dans un essai aussi érudit qu'accessible, un physicien allemand retrace, pas à pas, l'incroyable épopée intellectuelle qui déboucha sur la formulation de la mécanique quantique et la compréhension des mystérieuses lois régissant les mondes atomique et subatomique, mais aussi sur la bombe A. Captivant. »[5].